# 中嶋章
中嶋 章（なかしま あきら、1908年1月5日 - 1970年10月29日）は、日本の電気技術者。戦前の1930年代にデジタル回路設計のためのスイッチ回路の法則を提唱し、同時期に同様の理論を示したクロード・シャノンと並ぶ業績を残した。

## 生涯
1908年1月5日生。1930年3月、東京帝国大学工学部電気工学科卒業。
同年、日本電気に入社し、嶋津保次郎の特殊リレー回路装置研究班に配属される。「最初のうちは、複雑な機能を要求されるリレー回路をスイスイと考え出して行かれる嶋津氏の霊力にただ感嘆するばかりで、私は何のお役にも立たなかった。」と1970年に回想している。
日本電気常務取締役を経て、1964年11月安藤電気社長。
1970年10月29日急逝。62歳。

## 業績
1935年から1940年にかけて「電信電話学会雑誌」（1937年から「電気通信学会雑誌」）に一連の論文を発表。これらは同学会の英文誌 "Nippon Electrical Communication Engineering" に、1936年から1941年にかけて英語論文としても発表された。
たとえば1935年の論文「継電器回路の構成理論」で、回路の直列接続を和、並列接続を積で表現すると、代数の分配法則 A(B+C)=AB+AC と同様の法則が成立する事を示し、また集合論のド・モルガンの法則に相当する規則を示した。
1936年の榛澤正男（1913-?）との共著「継電器回路に於ける単部分路の等価変換の理論」では、無駄な回路を簡素化することができる「消去の法則」などを論じた。
実はこれらの理論はブール代数と等価であったが、シャノンが指摘する以前には中嶋はブール代数を知らなかった。

## シャノンとの関係
同時代の情報理論の考案者として世界的に有名なのはクロード・シャノン(Claude Elwood Shannon, 1916-2001)である。
"A symbolic analysis of relay and switching circuits.（継電器及び開閉回路の記号論的解析）"  で中嶋と同様に電気回路の理論を構築したが、これはブール代数と等価である事も示した点で、よりスマートである。
1939年から1940年にかけて中嶋は米国に出張し、AIEEのウインターコンベンションでシャノンに会った。シャノンも中嶋の論文を知り、1949年の論文 "The synthesis of two-terminal switching circuits." では中島の1938年の英文論文を4点引用している。